# 反資本主義

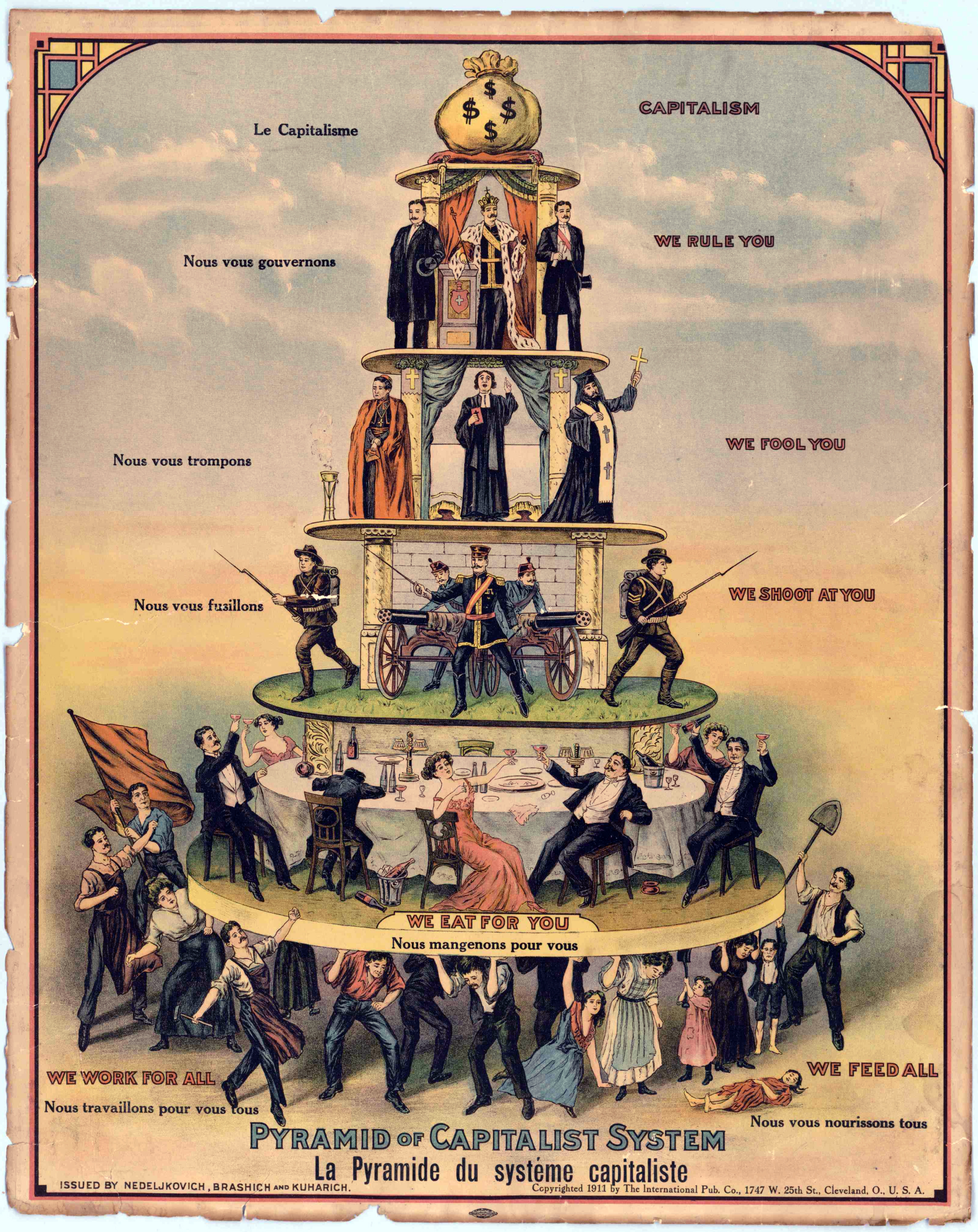
1911年世界产业工人海报的一张名为《资本主义制度金字塔》的图片，意思分别为资本主义、统治你们、愚弄你们、镇压你们、鱼肉你们

反資本主義是指以反對資本主義為宗旨的各種行動、思想和態度。就字面上的定義來說，反資本主義者是指希望以另一套系統完全取代資本主義的人。
然而，也有某些思想屬於「部分」反資本主義，這些思想只反對資本主義中特定的方面，而非整個資本主義系統。

## 马克思主义
马克思主义者认为现代的资产阶级私有制是建立在阶级对立上面、建立在一些人对另一些人的剥削上面的产品生产和占有上，他們主张废除资产阶级的所有制，把资本变为公众的，属于全体成员的财产
|              | 无产阶级将利用自己的政治统治，一步一步地夺取资产阶级的全部资本，把一切生产工具集中在国家即组织成为统治阶级的无产阶级手里，并且尽可能快地增加生产力的总量。要做到这一点，当然首先必须对所有权和资产阶级生产关系实行强制性的干涉，也就是采取这样一些措施，这些措施在经济上似乎是不够充分的和没有力量的，但是在运动进程中它们会越出本身，而且作为变革全部生产方式的手段是必不可少的。这些措施在不同的国家里当然会是不同的。但是，最先进的国家几乎都可以采取下面的措施： 1．剥夺地产，把地租用于国家支出。 2．征收高额累进税。 3．废除继承权。 4．没收一切流亡分子和叛乱分子的财产。 5．通过拥有国家资本和独享垄断权的国家银行，把信贷集中在国家手里。 6．把全部运输业集中在国家手里。 7．按照总的计划增加国营工厂和生产工具，开垦荒地和改良土壤。 8．实行普遍劳动义务制，成立产业军，特别是在农业方面。 9．把农业和工业结合起来，促使城乡对立逐步消灭。 10．对所有儿童实行公共的和免费的教育。取消现在这种形式的儿童的工厂劳动。把教育同物质生产结合起来，等等。 |
| ——共产党宣言 | |

## 無政府主義
無政府主義者支持對國家主權的完全拋棄，許多無政府主義者（包括左翼無政府主義、社會無政府主義和無政府共產主義）也反對資本主義，這是因為資本主義也會造成社會階級優勢（社會不平等）、非自願的關係以及強迫性的等級制度（使受到經濟等壓力的個人成為工資勞動者）。
某些形式的無政府主義整體上反對資本主義，但支持資本主義中某些制度，例如市場（部份互助主義者支持這個制度），而某些無政府主義者甚至支持私有財產的概念（受到部份個人無政府主義者支持）。

## 反全球化運動
反全球化運動是一種由反資本主義全球化人士發起的社會運動。反全球化運動人士特別針對資本主義全球化非民主的本質提出批評，以及排斥由世界銀行集團、國際貨幣基金組織等國際組織所推廣的新自由主義，反全球化人士認為，新自由主義經常讓全球性的資本主義對部份地區造成毀滅性的影響。

## 相關著作
- The Anti-Capitalist Dictionary（页面存档备份，存于），大衛·洛維斯（David E Lowes）著，2006年，倫敦：Zed Books
- Anti-Capitalism : A Guide To The Movement（页面存档备份，存于）

## 外部連結
- （繁體中文） 歐洲反資本主義左翼會議宣言（页面存档备份，存于），勞工世界
- （法文） 反資本主義新黨官方網站（页面存档备份，存于），法國的反資本主義政黨